# Казедогана (Ђенова)
Казедогана је насеље у Италији у округу Ђенова, региону Лигурија.
Према процени из 2011. у насељу је живело 18 становника. Насеље се налази на надморској висини од 148 м.